# آلبرشت کوسل
لودویگ کارل مارتین آلبرشت کوسل (به آلمانی: Ludwig Karl Martin Leonhard Albrecht Kossel)‏ زیست‌شناس آلمانی برنده جایزه نوبل فیزیولوژی و پزشکی در سال ۱۹۱۰ به خاطر مبارزه مطالعه پروتئین‌های سلولی بود.

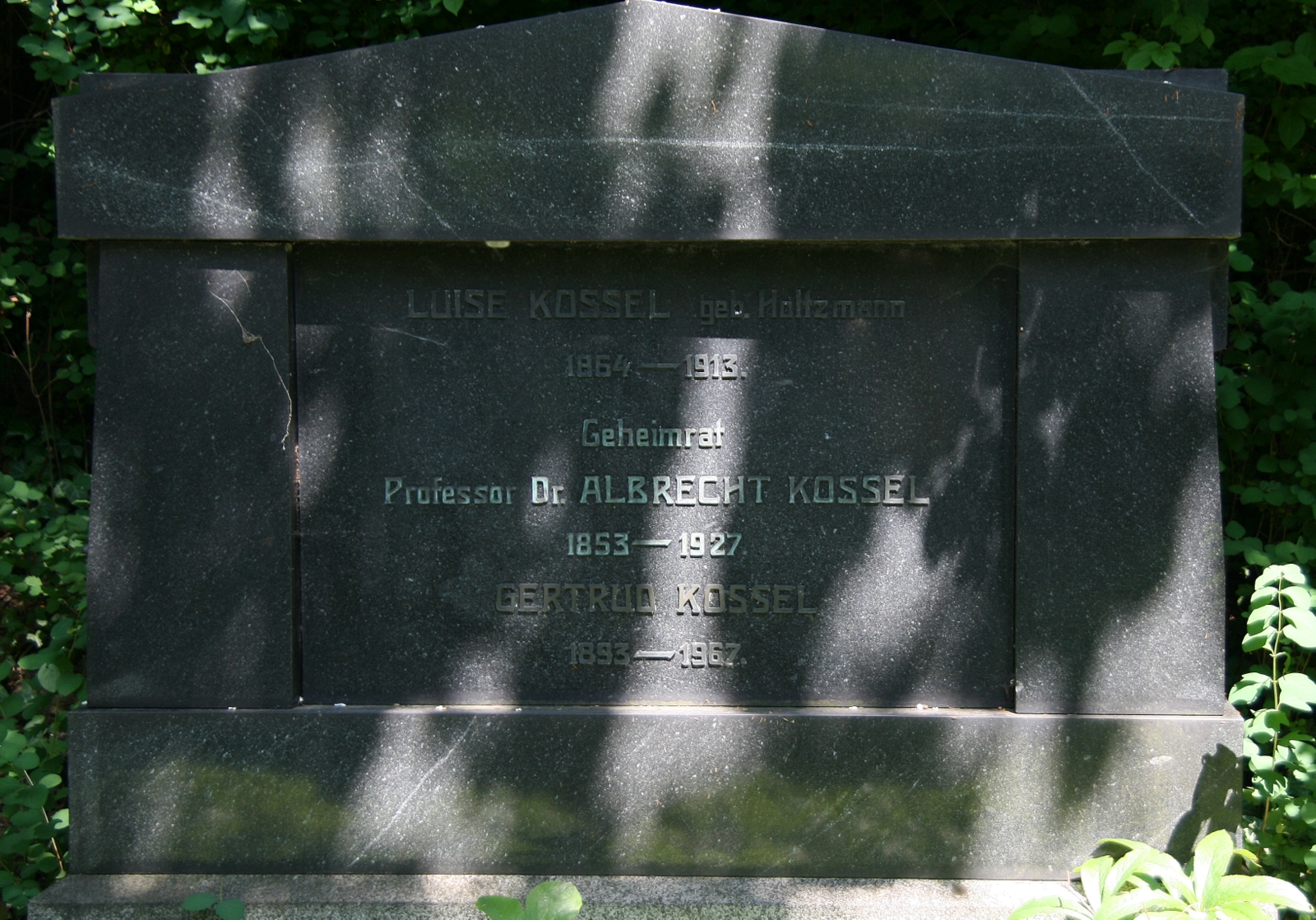